# Międzynarodowe Biennale Grafiki Artystycznej w Poznaniu

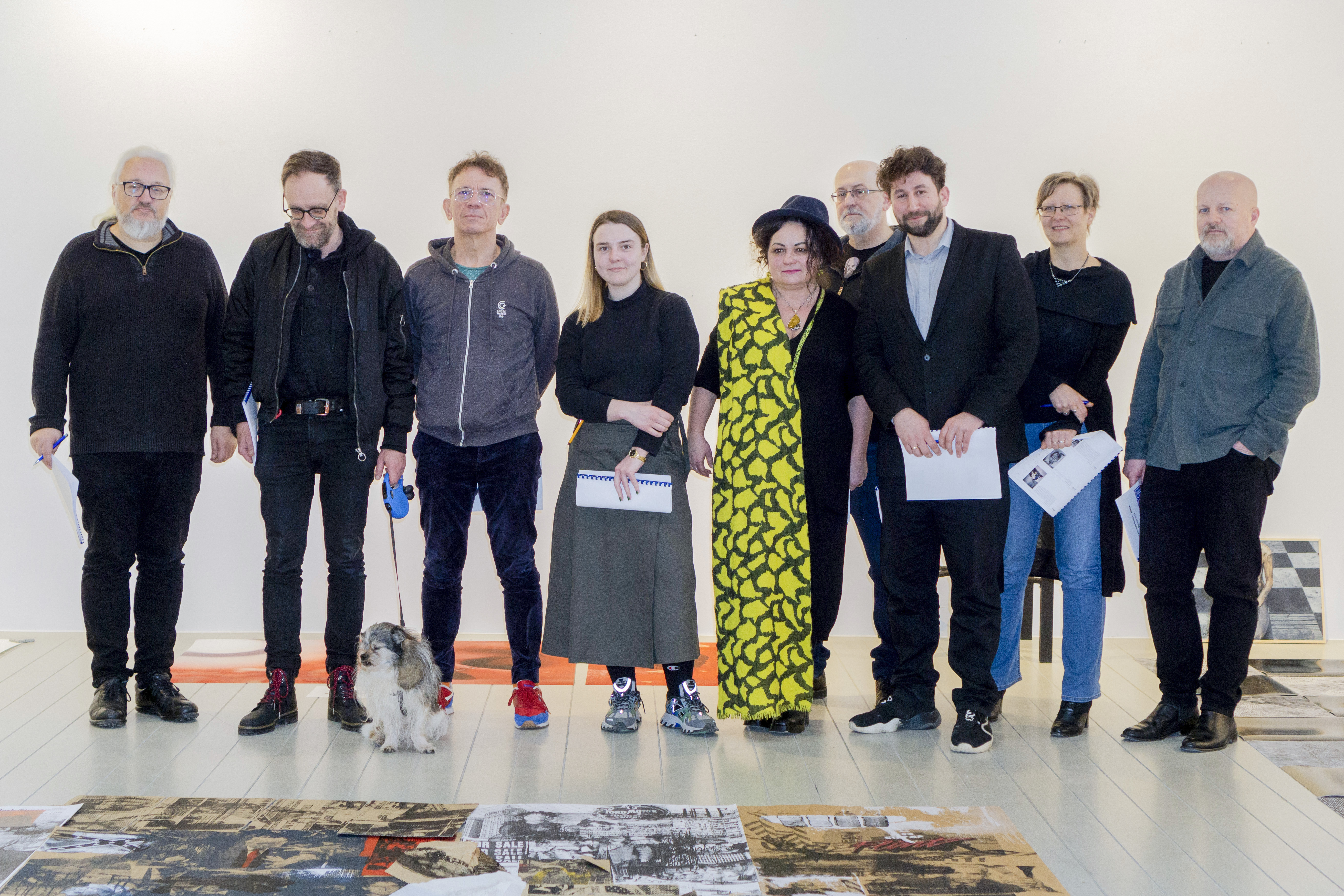
Jury 13. Biennale Grafiki ERROR. Od lewej stoją: Marek Wasilewski, Wojciech Kozłowski, Waldemar Tatarczuk, Mariya Plyatsko, Lidia Głuchowska, Piotr Rypson, Witold Modrzejewski, Marta Anna Raczek-Karcz, Błażej Ostoja Lniski.

Międzynarodowe Biennale Grafiki Artystycznej w Poznaniu – powołane w 1999, początkowo jako przegląd prac studenckich, jest cyklicznym międzynarodowym konkursem prezentującym twórczość artystów młodego pokolenia, działających w obszarze grafiki artystycznej. Organizatorem jest Wydział Grafiki Artystycznej na Uniwersytecie Artystycznym im. Magdaleny Abakanowicz w Poznaniu.

## Historia
W 1999 z inicjatywy prof. Stefana Ficnera zostało powołane Biennale Grafiki Studenckiej w Poznaniu. Każdej kolejnej edycji towarzyszyła wystawa prac graficznych zakwalifikowanych do konkursu, prezentowanych w Galerii Miejskiej Arsenał w Poznaniu oraz katalog dokumentujący wystawę. Biennale Grafiki Artystycznej w Poznaniu obecnie jest dynamicznie rozwijającym się wydarzeniem, które od 2019 przyjmuje formułę dostosowaną do zmian w sztuce współczesnej, związanej z działaniami postartystycznymi. Każda edycja opatrzona jest hasłem nawiązującym do istotnych zmian społeczno-kulturowych, a tematy eksponują wartości alternatywne, podejmując dialog ze współczesną kulturą i codziennością. Biennale uwzględnia rolę graficznych wypowiedzi w kontekście działań społecznych, tworząc przestrzeń, w której sztuka odnosi się do bieżących przemian.
Biennale Grafiki Studenckiej od edycji 1. do 10., było konkursem adresowanym do studentów uczelni artystycznych, lecz nie stanowiło jedynie zbioru indywidualnych działań ani narzuconych myśli. Prezentowało raczej racjonalne, ukryte relacje społeczne, które nadają sens pracom wymagającym interpretacji.
Od edycji 11. kurator Biennale przyjął rolę aranżera, tworząc spójną narrację wystawy zgodną z tematem i wybranymi przez jury pracami. Jury koncentrowało się głównie na walorach estetycznych, czasem różniących się od preferencji kuratora. Taka struktura, wykluczająca kuratora z obrad jury i wcześniejsze ogłoszenie tematu, sprzyjała indywidualnemu podejściu studentów. Ewolucyjne zmiany od 11. edycji podkreślają integrację akademicką i otwierają Biennale na nowe zjawiska kultury wizualnej, wspierając rolę grafiki w tworzeniu kultury.
Podczas 13. edycji konkurs ponownie ewoluował. Uczestnicy Biennale Grafiki po raz pierwszy tworzyli prace na zadany temat – „Error”. Konkurs został również poszerzony, oprócz studentów mogli wziąć w nim udział także absolwenci szkół artystycznych oraz twórcy spoza środowiska akademickiego, w tym artyści z Ukrainy, którzy nie ukończyli 35 roku życia.
14. edycja Biennale Grafiki Artystycznej w Poznaniu jest pierwszą edycją o zasięgu międzynarodowym skierowaną do twórców z całego świata, w wieku od 18 do 40 lat.

## Edycje

### 14. Biennale Grafiki Artystycznej / Import/Export
Pierwsza międzynarodowa edycja. Tematem był „IMPORT/EXPORT” – hasło poruszające tematykę hierarchii zależności między krajami centrum a peryferiami, wskazując na proces kulturowej samokolonizacji utrwalający podział świata. Tytułowe „import” i „export” odnoszą się do wymiany artystycznych zjawisk kulturotwórczych.

### XIII Biennale Grafiki / Error
Tematem XIII Biennale Grafiki, które odbyło się wiosną 2023 w Poznaniu, był „Error” – zagadnienie, które w odniesieniu do sztuki krytykuje istniejącą do tej pory rzeczywistość jako wadliwą i niedoskonałą, proponując w zamian ulepszenia oraz przekształcenia w obrębie kultury i społeczeństwa.

### XII Biennale Grafiki Studenckiej / Przeciwciała
Wystawa pokonkursowa, zatytułowana Przeciwciała, nawiązywała do terminologii medycznej, jednak w kontekście sztuki i relacji społecznych odnosiła się do wartości kształtujących zmiany w sposobach myślenia i tworzenia kulturowych wzorców. Skupiała się na poszukiwaniu alternatywnych rozwiązań uwidaczniających systemowe błędy oraz możliwości ich korekcji. Prezentowane prace młodych twórców, poprzez swój subwersywny charakter, ukazywały współczesne relacje międzyludzkie, oparte nie na wymianie towarowej, lecz na refleksji nad nietypowym postrzeganiem rzeczywistości.

### XI Biennale Grafiki Studenckiej / Bunt
XI edycja Biennale przypadła na setną rocznicę działalności poznańskiej grupy Bunt, założonej w 1918. Artyści Buntu poruszali tematy społecznie zaangażowane, krytycznie odnosząc się do współczesnych im realiów i podejmując dyskusję o możliwości tworzenia nowej, lepszej rzeczywistości. Ich twórczość wykraczała poza lokalne sprawy, koncentrując się na treściach utylitarnych i reprezentując nurt awangardowy, dążący do „przebudowy świata”. XI edycja Biennale, podobnie jak wcześniejsze, była organizowana we współpracy z wszystkimi ośrodkami akademickimi o profilu artystycznym w Polsce. Konkurs stał się przestrzenią debaty nad rolą grafiki w kulturze współczesnej oraz kształtowaniem jej medialnego języka, zwłaszcza w kontekście metafory i interpretacji.

### I–X Biennale Grafiki Studenckiej
Od 1. do 10. edycji biennale było konkursem adresowanym do studentów uczelni artystycznych w Polsce, organizowanym przez Katedrę Grafiki Uniwersytetu Artystycznego im. Magdaleny Abakanowicz w Poznaniu. W jury konkursu zasiadali głównie wykładowcy-graficy wyższych uczelni artystycznych, osoby związane z czasopismami i instytucjami sztuki.

## Zdobywcy Grand Prix
- 14. Biennale Grafiki / Import/Export (2025) – Vinicius Libardoni[5][13]
- XIII Biennale Grafiki / Error (2023) – Aleksandra Kaim
- XII Biennale Grafiki Studenckiej / Przeciwciała (2021) – Karolina Turek z ASP w Gdańsku[14]
- XI Biennale Grafiki Studenckiej / Bunt (2019) – Olga Mularczyk z UAP w Poznaniu
- X Biennale Grafiki Studenckiej (2017) – Malwina Mosiejczuk z UAP w Poznaniu
- IX Biennale Grafiki Studenckiej (2015) – Marlena Biczak z ASP w Krakowie
- VIII Biennale Grafiki Studenckiej (2013) – Zuzanna Janisiewicz  z ASP w Warszawie
- VII Biennale Grafiki Studenckiej (2011) – Monika Grubizna z UMK w Toruniu
- VI Biennale Grafiki Studenckiej (2009) – Marta Pogorzelec z ASP w Katowicach
- V Biennale Grafiki Studenckiej (2007) – Agata Jakubowska z ASP w Łodzi
- IV Biennale Grafiki Studenckiej (2005) – Anna Marszał z ASP we Wrocławiu
- III Biennale Grafiki Studenckiej (2003) – Małgorzata Gurowska  z ASP w Warszawie
- II Biennale Grafiki Studenckiej (2001) – Agata Dworzak z Wydziału Sztuk Pięknych UMK w Toruniu
- I Biennale Grafiki Studenckiej (1999) – Marianna Sztyma z ASP w Poznaniu[15][16]